# Phóng đại
Về kĩ thuật trong giao tiếp và tâm lí, xem thổi phồng.

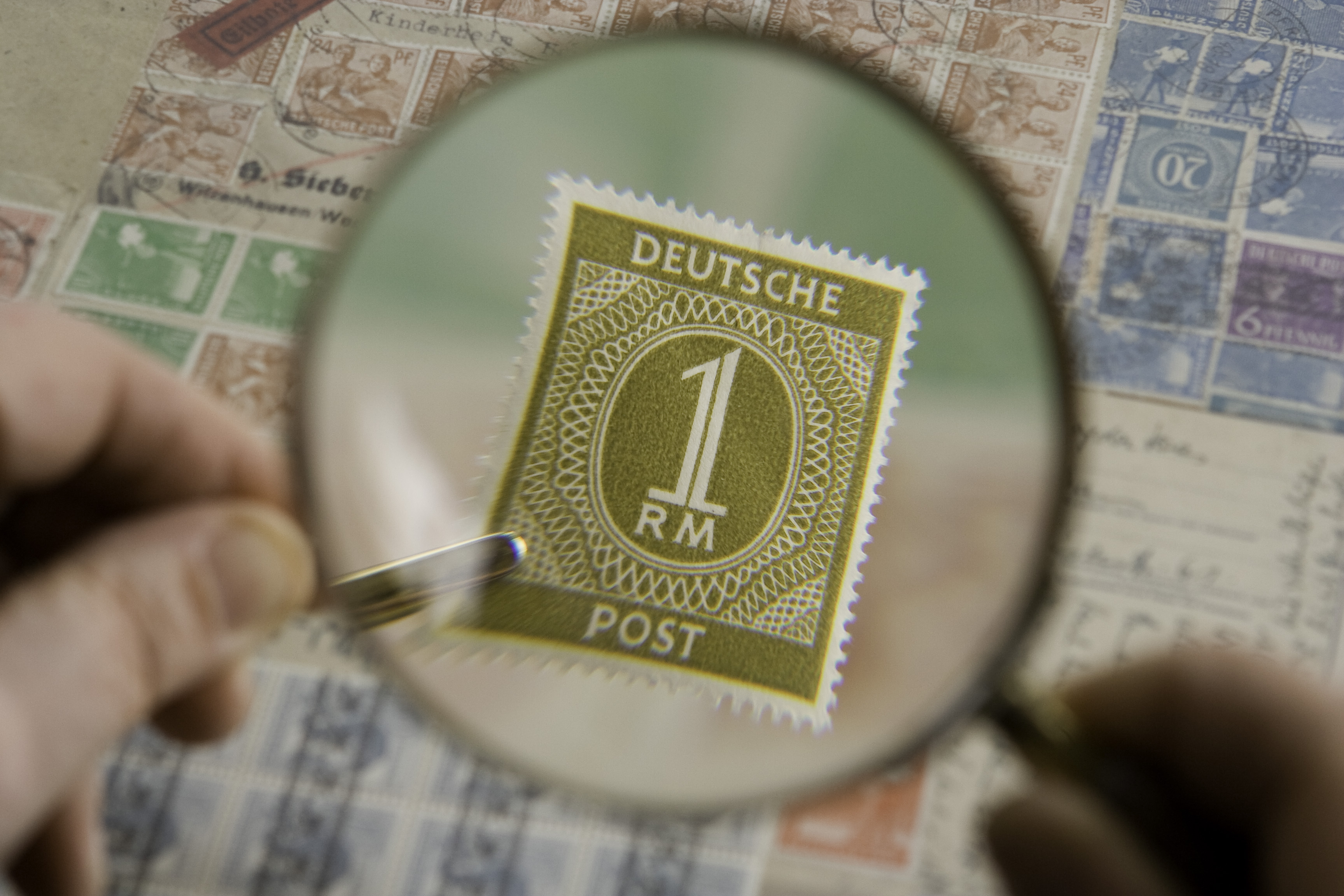
Con tem xuất hiện lớn hơn với việc sử dụng kính lúp.

Phóng đại là quá trình mở rộng kích thước nhìn thấy, không phải kích thước vật lý của một vật.  Sự mở rộng này được định lượng bằng một số tính toán còn được gọi là "độ phóng đại".  Khi con số này ít hơn một, nó đề cập đến việc giảm kích thước, đôi khi gọi là giảm hoặc khử phóng đại.
Thông thường, độ phóng đại có liên quan đến việc nhân rộng hình ảnh hoặc hình ảnh để có thể nhìn chi tiết hơn, tăng độ phân giải, sử dụng kính hiển vi, kỹ thuật in hoặc xử lý kỹ thuật số.  Trong mọi trường hợp, độ phóng đại của hình ảnh không làm thay đổi phối cảnh của hình ảnh.

## Ví dụ về độ phóng đại
Một số dụng cụ quang học cung cấp hỗ trợ thị giác bằng cách phóng to các đối tượng nhỏ hoặc ở xa.
- Một chiếc kính lúp, sử dụng thấu kính dương (lồi) để làm cho mọi thứ trông to hơn bằng cách cho phép người dùng giữ chúng gần mắt hơn.
- Kính viễn vọng, sử dụng thấu kính vật kính lớn hoặc gương chính của nó để tạo ra hình ảnh của một vật ở xa và sau đó cho phép người dùng kiểm tra hình ảnh chặt chẽ bằng một ống kính thị kính nhỏ hơn, do đó làm cho vật thể trông lớn hơn.
- Một kính hiển vi, làm cho một vật thể nhỏ xuất hiện dưới dạng hình ảnh lớn hơn nhiều ở khoảng cách thoải mái để xem.  Một kính hiển vi có bố cục tương tự như kính viễn vọng ngoại trừ vật thể đang quan sát gần vật kính, thường nhỏ hơn nhiều so với thị kính.
- Một máy chiếu slide, chiếu hình ảnh lớn của một slide nhỏ trên màn hình.  Một máy phóng to ảnh cũng làm việc tương tự.

## Phóng đại dưới dạng số (phóng đại quang học)
Độ phóng đại quang học là tỷ lệ giữa kích thước biểu kiến của một vật thể (hoặc kích thước của nó trong một hình ảnh) và kích thước thật của nó, và do đó nó là một số không thứ nguyên.  Độ phóng đại quang học đôi khi được gọi là "công suất" (ví dụ "công suất 10 ×"), mặc dù điều này có thể dẫn đến nhầm lẫn với công suất quang.

### Độ phóng đại tuyến tính hoặc ngang
Đối với hình ảnh thực, chẳng hạn như hình ảnh chiếu trên màn hình, kích thước có nghĩa là kích thước tuyến tính (ví dụ: được đo bằng milimet hoặc inch).

### Độ phóng đại góc
Đối với các dụng cụ quang học có thị kính, kích thước tuyến tính của hình ảnh nhìn thấy trong thị kính (ảnh ảo trong khoảng cách vô hạn) không thể được cung cấp, do đó kích thước có nghĩa là góc được phụ thuộc bởi vật thể tại tiêu điểm (kích thước góc).  Nói một cách chính xác, người ta nên lấy tiếp tuyến của góc đó (trong thực tế, điều này chỉ tạo ra sự khác biệt nếu góc lớn hơn một vài độ).  Do đó, độ phóng đại góc được cho bởi: 
{\displaystyle \mathrm {MA} ={\frac {\tan \varepsilon }{\tan \varepsilon _{0}}}}
Ở đó {\varepsilon _{0}} là góc được phụ thuộc bởi đối tượng tại tiêu điểm phía trước của vật kính và {\varepsilon } là góc được phụ thuộc bởi hình ảnh tại tiêu điểm phía sau của thị kính.
Ví dụ, kích thước góc trung bình của đĩa Mặt trăng khi nhìn từ bề mặt Trái đất là khoảng 0,52°.  Do đó, thông qua ống nhòm với độ phóng đại 10 ×, Mặt trăng dường như có một góc khoảng 5,2°.
Theo quy ước, đối với kính lúp và kính hiển vi quang học, trong đó kích thước của vật thể là kích thước tuyến tính và kích thước biểu kiến là một góc, độ phóng đại là tỷ lệ giữa kích thước (góc) rõ ràng như nhìn thấy trong thị kính và kích thước góc của vật thể khi được đặt ở khoảng cách gần nhất thông thường của tầm nhìn khác biệt: 25 cm tính từ mắt. 

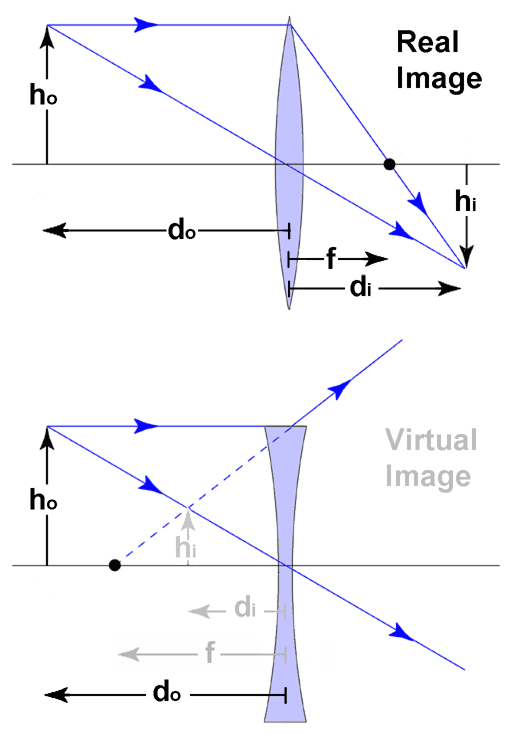
Một ống kính mỏng trong đó kích thước màu đen là thật, màu xám là ảo. Hướng của các mũi tên có thể được sử dụng để mô tả các dấu hiệu cartesian +/-: từ trung tâm của ống kính, trái hoặc xuống = âm, phải hoặc lên = dương.

### Theo dụng cụ

#### Ống kính đơn
Độ phóng đại tuyến tính của một thấu kính mỏng là
{\displaystyle M={f \over f-d_{o}}}
tại đó {\textstyle f} và {\textstyle d_{o}} là khoảng cách từ thấu kính đến vật.  Lưu ý rằng đối với hình ảnh thực, {\textstyle M} là âm và hình ảnh được đảo ngược.  Đối với hình ảnh ảo, {\textstyle M} là dương và hình ảnh là cùng chiều.
Với d_{i} là khoảng cách từ ống kính đến hình ảnh, h_{i} là chiều cao của hình ảnh và h_{o} là chiều cao của vật thể, độ phóng đại cũng có thể được viết là: 
{\displaystyle M=-{d_{i} \over d_{o}}={h_{i} \over h_{o}}}
Lưu ý một lần nữa rằng độ phóng đại âm cho thấy hình ảnh ngược.

#### Nhiếp ảnh
Hình ảnh được ghi lại bằng phim ảnh hoặc cảm biến hình ảnh luôn là hình ảnh thật và thường được đảo ngược.  Khi đo chiều cao của hình ảnh ngược bằng cách sử dụng quy ước dấu cartes (trong đó trục x là trục quang), giá trị của h i sẽ âm và kết quả là M cũng sẽ âm.  Tuy nhiên, quy ước dấu hiệu truyền thống được sử dụng trong nhiếp ảnh là " thực là số dương, ảo là số âm".  Do đó, trong nhiếp ảnh: Chiều cao và khoảng cách đối tượng luôn thực và dương.  Khi độ dài tiêu cự là dương, chiều cao và độ phóng đại của hình ảnh là thật và dương.  Chỉ khi độ dài tiêu cự là âm, chiều cao, khoảng cách và độ phóng đại của hình ảnh là ảo và âm.  Do đó, các công thức phóng đại ảnh được trình bày theo truyền thống là: {\displaystyle M={d_{i} \over d_{o}}={h_{i} \over h_{o}}={f \over d_{o}-f}={d_{i}-f \over f}}